# Fautsoen

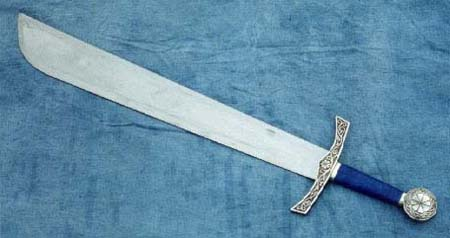
Fautsoen (moderne reconstructie).

Het fautsoen (Engels: falchion; Oudfrans: fauchon; Latijn: falx), soms foutief(?) bazelaar of badelaar genoemd, is een enkelzijdig snijdend, eenhandig zwaard uit het middeleeuwse Europa. Het was toen zeer in zwang vanwege de eenvoudige productie en lage kostprijs.

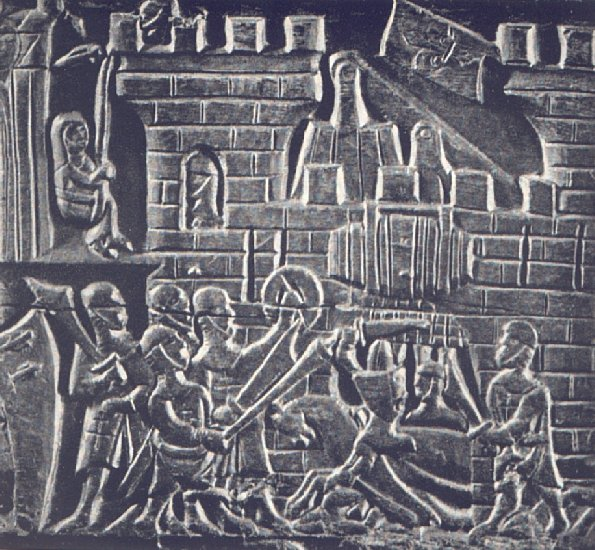
Drie leden van de stadsmilitie met fautsoen (linksonder) bij de uitval van een Frans garnizoen te Kortrijk op de Kist van Oxford.

Het gevest is voorzien van een pareerstang, en de vrij korte kling loopt breed uit naar de punt; de rug loopt recht, de punt is gewoonlijk een weinig scherpe hoek, of loopt rond aan de snijkant. Het lijkt sterk op een hakmes of machete, en werd ook op die manier gehanteerd: om te houwen (niet om te steken) hoewel sommige varianten een hele prominente punt bezitten waar mee gestoken kon worden.
Dit type werd vooral gebruikt door ongetrainde infanteristen, als secundair wapen aangezien het weinig oefening vereiste, en om te vechten in beperkte ruimtes zoals kasteelgangen.
Binnen historisch schermen wordt dit wapen tegenwoordig sporadisch gebruikt.